# Polycarpaea inaequalifolia
Polycarpaea inaequalifolia är en nejlikväxtart som beskrevs av Adolf Engler och Gilg. Polycarpaea inaequalifolia ingår i släktet Polycarpaea och familjen nejlikväxter. Inga underarter finns listade i Catalogue of Life.